# Hyposada erubescens
Hyposada erubescens là một loài bướm đêm trong họ Erebidae.